# Expedição 37
Expedição 37 foi uma missão humana de longa duração na Estação Espacial Internacional realizada entre 10 de setembro e 10 de novembro de 2013. Foi composta por seis astronautas, três russos, um italiano e dois norte-americanos.

## Tripulação
| Posição             | Primeira parte (Setembro de 2013) | Segunda parte (Setembro até novembro de 2013) |
| ------------------- | --------------------------------- | --------------------------------------------- |
| Comandante          | Fyodor Yurchikhin                 | Fyodor Yurchikhin                             |
| Engenheira de voo 1 | Karen Nyberg                      | Karen Nyberg                                  |
| Engenheiro de voo 2 | Luca Parmitano                    | Luca Parmitano                                |
| Engenheiro de voo 3 |                                   | Oleg Kotov                                    |
| Engenheiro de voo 4 |                                   | Sergei Ryazansky                              |
| Engenheiro de voo 5 |                                   | Michael Hopkins                               |

## Insígnia da missão
A insígnia traz uma inclusão artística do Homem Vitruviano de Leonardo da Vinci, criado há mais de 500 anos como uma mistura de arte e ciência e um símbolo da profissão médica, entre órbitas e satélites orbitando a Terra em grande velocidade. O desenho de Da Vinci é frequentemente usado como um símbolo da simetria entre o corpo humano e o universo como um todo. A ISS com seus painéis solares abertos e os primeiros raios de sol refletindo neles, é mostrada como um poderoso farol em arco aberto acima do nosso céu, o símbolo máximo da ciência e tecnologia do nosso tempo.
As seis estrelas na insígnia correspondem aos seis astronautas que dela participam, dois deles com formação em medicina e um deles, Luca Parmitano, um compatriota italiano de Da Vinci. Envolvem a insígnia os sobrenomes dos astronautas com as bandeiras de seus países de origem.

## Missão
Pouco após a chegada dos tripulantes da Souyz TMA-10M completando a tripulação, em 26 de setembro,os integrantes da expedição realizaram a acoplagem da nave orbital Cygnus com o Canadarm2, para descarregar mais de 1300 libras de carga para a ISS, que incluiu alimentos, vestuários e experiências científicas de estudantes, transportada por esta nave não-tripulada.
Entre as diversas experiências científicas levadas a cabo pela tripulação, foram feitos estudos relativos a saúde e a psicologia humanas, biologia e biotecnologia. Além das experiências dos cientistas, os astronautas realizaram onze experiências criadas por estudantes do Student Spaceflight Experiments Program. 
Nos dias finais da missão, o comandante russo Fyodor Yurchikhin realocou a Soyuz TMA-09M, desligando-a do módulo de acoplamento Rassvet e acoplando no módulo Zvezda, para permitir o acoplamento da Soyuz TMA-11M, que chegaria em dias, no primeiro porto. Com a chegada da nova tripulação e antes da despedida dos integrantes da TMA-09M, a ISS acolheu nove astronautas, a primeira vez que isso aconteceu desde outubro de 2009 sem a presença de um ônibus espacial. Durante quatro dias permaneceram a bordo da ISS os tripulantes das Soyuz TMA-09M, TMA-10M e TMA-11M. O transporte de astronautas para a ISS tem sido feito exclusivamente nas naves Soyuz já que o programa dos ônibus espaciais foi encerrado e as novas espaçonaves tripuladas da NASA - Programa Orion -  ainda não entraram em operação).
A nova tripulação trouxe ao espaço a tocha olímpica dos Jogos de Inverno de Sochi 2014, durante o revezamento mundial que a levou ao espaço. Pela primeira vez a tocha foi exposta ao espaço sideral, carregada pelos cosmonautas Oleg Kotov e Sergei Ryazansky numa caminhada espacial simbólica.

## Galeria
- Tripulantes da Expedição embarcando em Baikonur e posterior lançamento (vídeo).

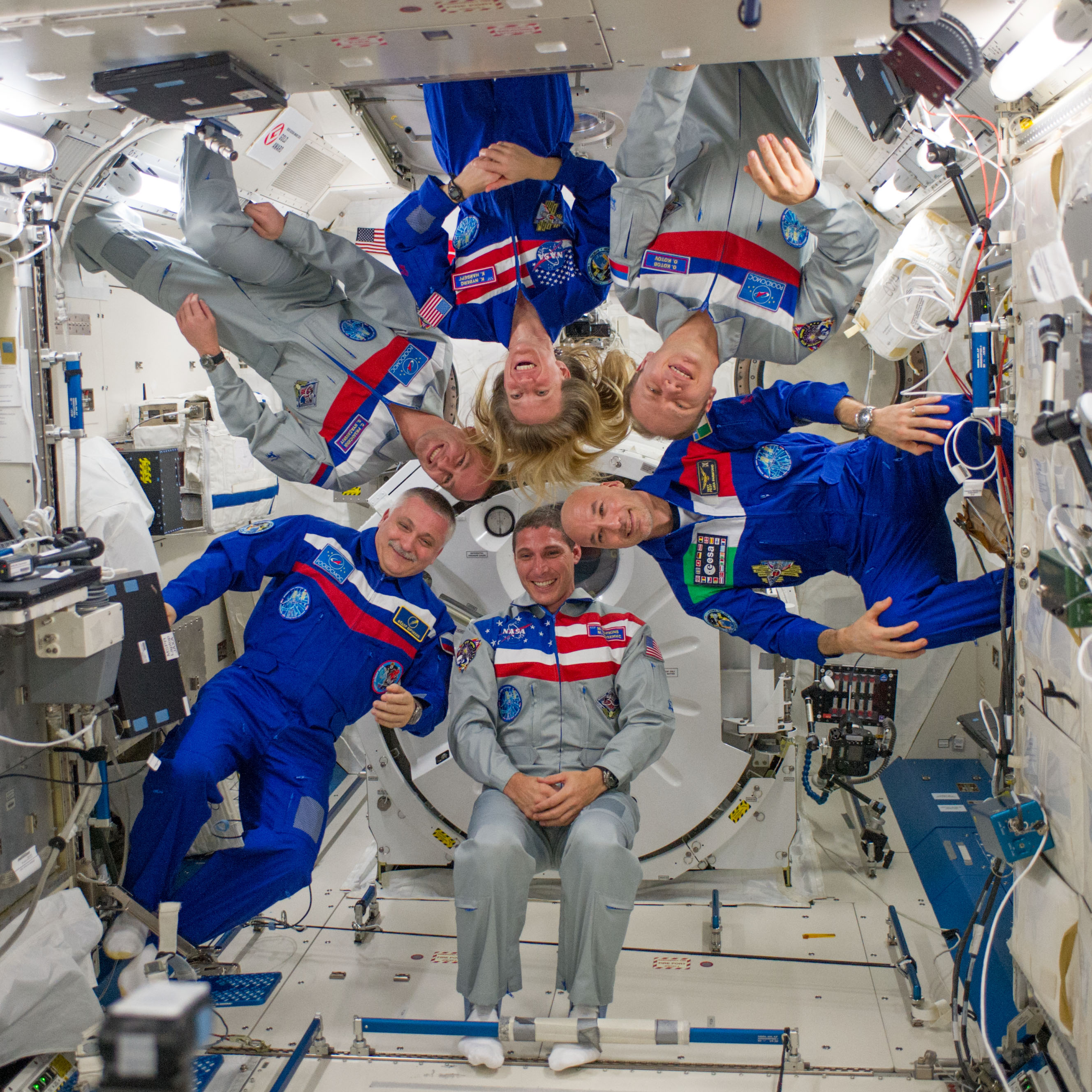
A tripulação posando no módulo Kibo
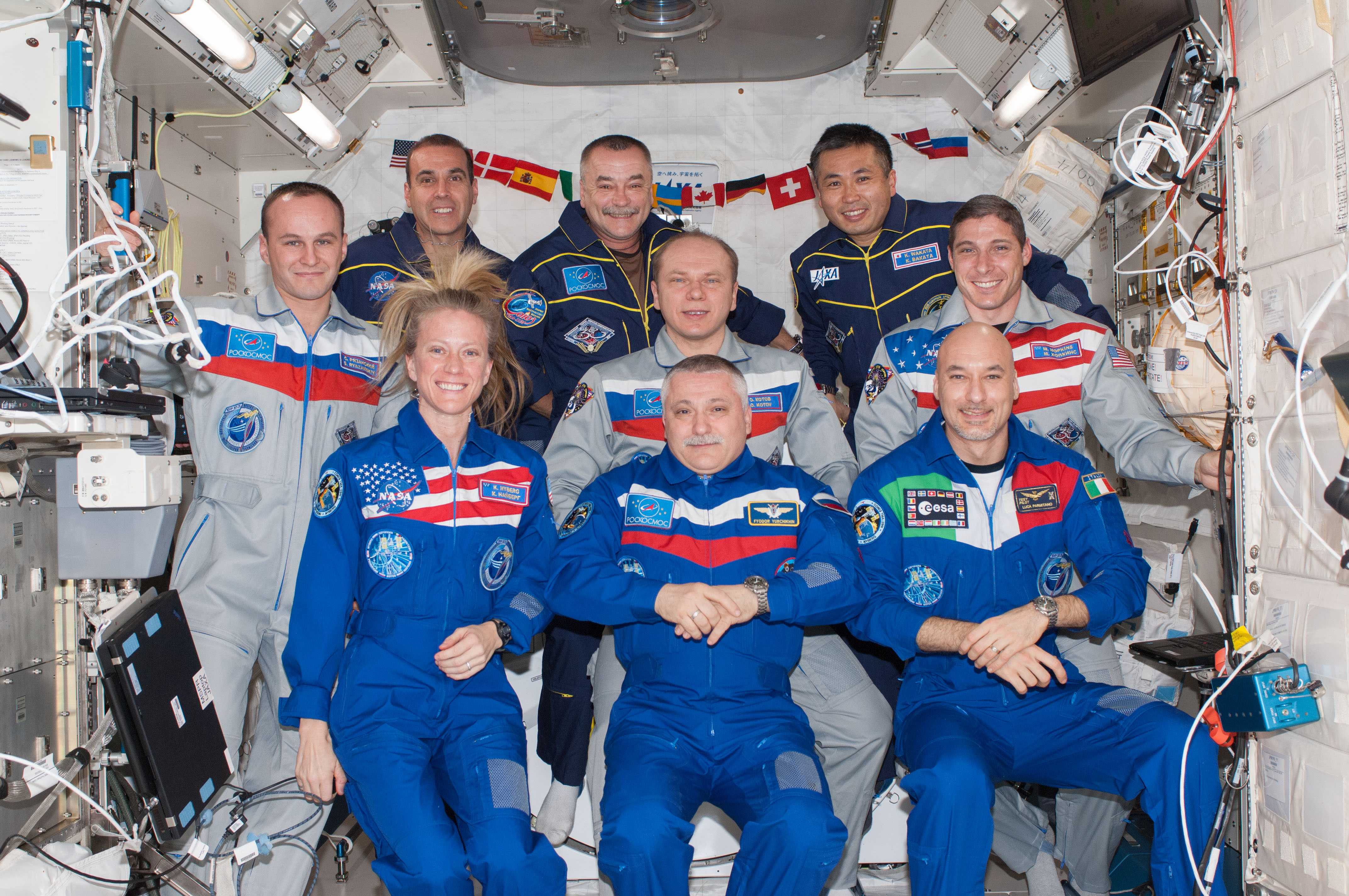
Nove astronautas na ISS na transição entre as Expedições 37 e 38.
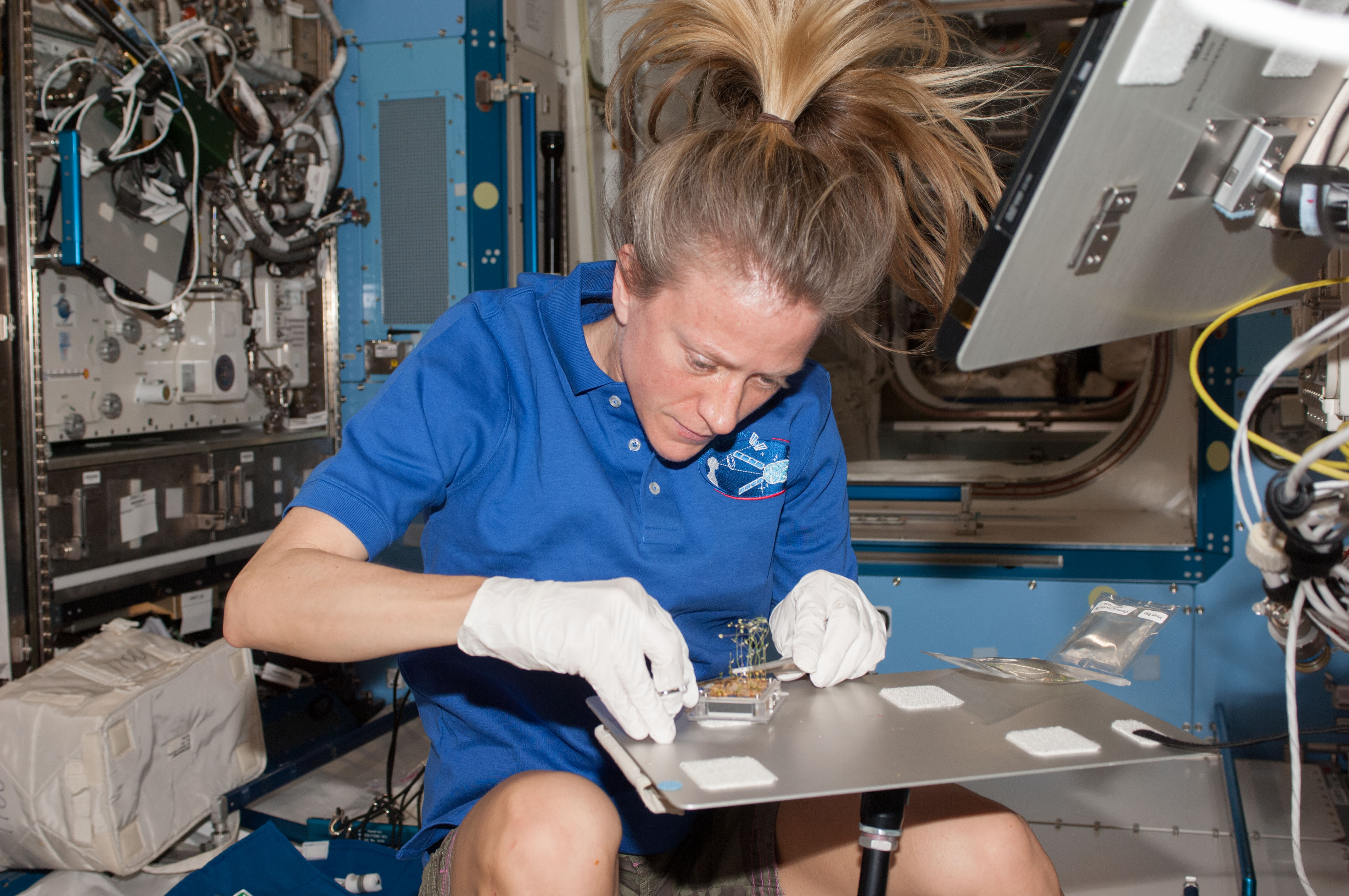
Astronauta Karen Nyberg faz experiência com plantas na ISS.
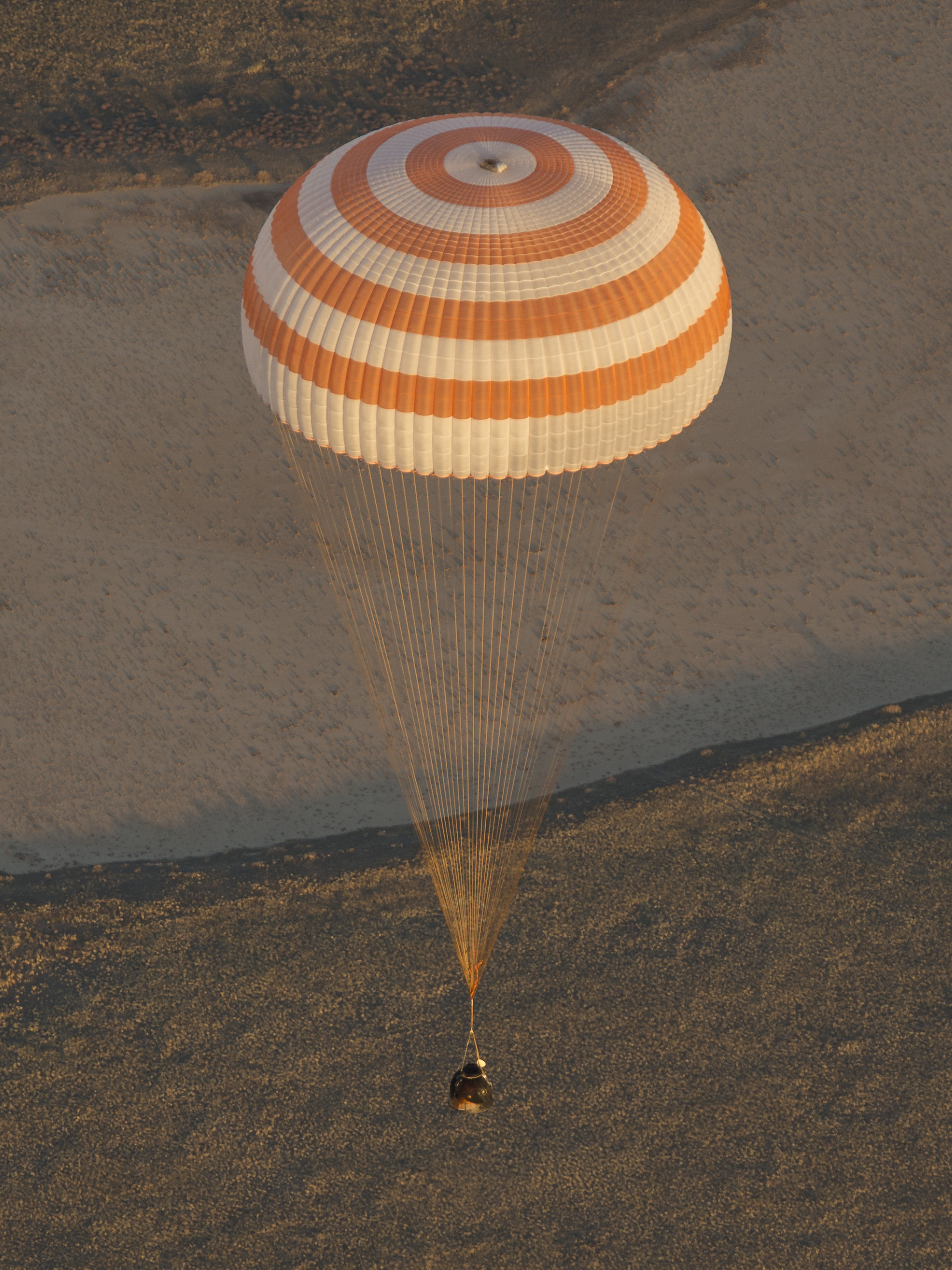
A Soyuz TMA-09M pousa no Casaquistão trazendo Yurchikhin, Nyberg e Parmitano.